# میتانی
تمدن میتانی یکی از تمدن‌های باستانی آریایی در غرب ایران و شمال میان دو رود و جنوب آناتولی بوده‌اند. میتانی‌ها که مردمانی با زبان هندو ایرانی بودند. در شمال میان دو رود در کنار سایر اقوام این مناطق ساکن بودند. صاحب‌نظران با توجه به اسناد و شواهد مختلف نظیر نام‌های پادشاهان، دین، زبان و آثار بجا مانده، میتانی‌ها را جزو نخستین گروه از اقوام آریایی می‌دانند که به فلات ایران و آناتولی وارد شدند.
خاندان شاهی میتانی بعد از کاسی‌ها بابل را گشوده و در سده‌های ۱۲ تا ۱۵ پیش از میلاد در میانرودان فرمانروایی کردند. واژگان هند و اروپایی و نام‌های هند و ایرانی زیادی میان  میتانی‌ها مشترک است؛ تمدن میتانی، تحت نفوذ فرهنگ هندو-آریایی بود و در فهرست خدایان میتانی، نام چهار خدا (میترا، ورونا، ایندرا، اشوین‌ها) ذکر شده که اسم‌های قدیمی دارند و در ریگ ودا هم ذکر شده‌است و محتملا نشان از این دارد که میتانی‌ها دین ودائی داشته‌اند.

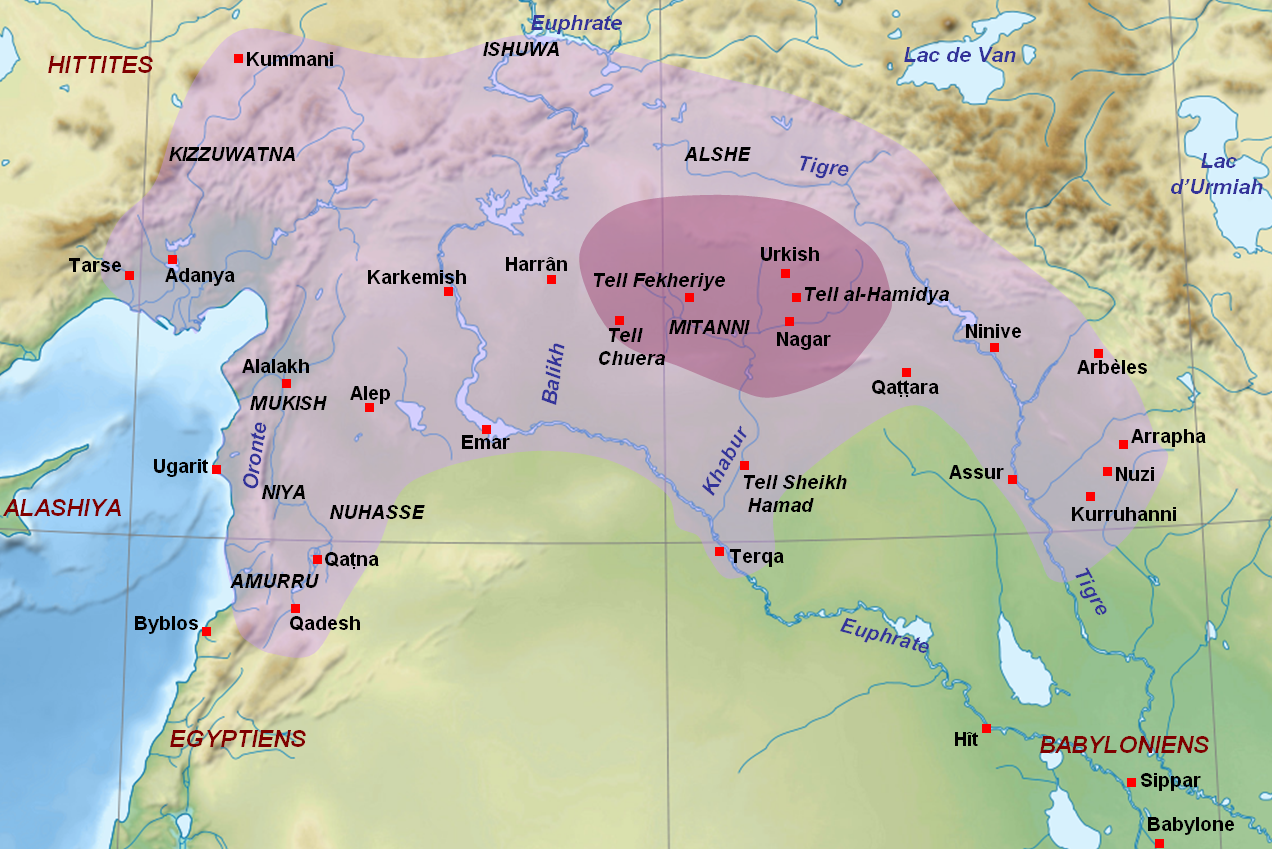
تمدن میتانی در بزرگ‌ترین گستره خود در زمان فرمانروایی «براترنا»، ق. ۱۵ قبل از میلاد

## نبرد میتانی و مصر و معاهده صلح
میتانی‌ها در پی گسترش قلمروشان تا سواحل مدیترانه از جنوب با مصر هم‌مرز شدند و نبردهایی مابین این دو تمدن شکل گرفت. درگیری در سوریه، بین مصر و میتانی برای چندین نسل ادامه یافت تا اینکه یک معاهده صلح بین آمنهوتپ سوم و شاه شوترنا دوم منعقد شد، و در نهایت مرز بین این دو امپراتوری‌های رو به رشد، در نزدیکی قطنا و کادش، یعنی مرز سوریه و لبنان امروزی قرار گرفت.

### نهرین
نهرین لغتی است که مصریان سرزمین تحت حکومت میتانی‌ها را بدین نام می‌شناختند. منابع مصری میتانی را، «نَهرین» می‌نامیدند که از واژه رود، در زبان اکدی‌ها گرفته شده‌است.

## سنگ‌نبشته میتانی
مرز شمالی که میتانی را از هیتی‌ها و سایر ایالت‌های هوری جدا کند هرگز ثابت نشده‌است و تمدن میتانی با شاهانی هیتی و دیگر حکمرانان زمان خود روابط و پیمان‌ها داشتند. در دژنیشت بغازکوی متعلق به هیتی‌ها و نیز در میان مدارک بازیافته در نامه‌های عمارنه اشارات فراوان راجع به شاهان میتانی آمده‌است. سنگ‌نبشتهٔ معروف میتانی که در زمان نگارش آن به سال ۱۳۱۷ پیش از میلاد می‌رسد مربوط به پیمان‌نامه‌ای است که میان شاه میتانی و شاه هیتی بسته‌شده. ایزدانی که در این سنگ‌نبشته از آنان یاد شده، عبارتند از ایندرا، ورونا، مهر، و ناسیته. با وجود هندوآریایی بودن این خدایان، زبان مردم عادی، مشخصا زبان هوری بوده، که نه هندواروپایی است و نه سامی. شباهت‌های برخی از نام‌ها و اصطلاحات میتانی به زبانهای هند و آریایی نشان می‌دهد که هند و آریاییان خود را در جریان گسترش هندو آریایی بر جمعیت هوری تحمیل کردند.
در کاوش‌های اخیر (۲۰۱۷) در جنوب ترکیه، در خرابه‌های یک معبد، آثار آیینی و مهر استوانه ای میتانی پیدا شده‌است که مربوط به ۱۷۶۰–۱۶۱۰ قبل از میلاد است و قدیمی‌ترین آثار یافت شده از دورهٔ میتانی می‌باشند.
در قرن سیزدهم قبل از میلاد، هجوم هیتی‌ها از سمت غرب و آشوریان از جنوب، به امپراتوری میتانی پایان داد و این امپراتوری بین دو قدرت فاتح تقسیم شد.